# Великояльчицьке сільське поселення
Великоя́льчицьке сільське поселення (рос. Большеяльчикское сельское поселение) — муніципальне утворення у складі Яльчицького району Чувашії, Росія. Адміністративний центр та єдиний населений пункт — село Великі Яльчики.

## Населення
Населення — 1466 осіб (2019, 1800 у 2010, 2160 у 2002).